# Litoria subglandulosa
Litoria subglandulosa är en groddjursart som beskrevs av Tyler och Marion Anstis 1983. Litoria subglandulosa ingår i släktet Litoria och familjen lövgrodor. IUCN kategoriserar arten globalt som sårbar. Inga underarter finns listade i Catalogue of Life.